# Charles Jacques Janssens
Charles Jacques Paul Janssens (Brussel,  26 mei 1898 - Elsene, 19 mei 1982) was een Belgisch volksvertegenwoordiger en burgemeester van Elsene.

## Levensloop
Charles Janssens was doctor in de rechten (ULB, 1922) en advocaat aan de Balie van Brussel.
In Elsene werd hij gemeenteraadslid (1932), schepen (1939-1958) en burgemeester (1956-1973).
Hij was liberaal volksvertegenwoordiger van 1939 tot 1965. Na de bevrijding van België diende hij op 28 maart 1945 het wetsvoorstel in dat leidde tot de wet van 12 april 1947 "houdende instelling van een wettelijk vermoeden ten bate van zekere personen slachtoffers van zedelijken dwang" om slachtoffers van de Duitse vervolging (bv. joden) te helpen bij het terugvorderen van hun bezittingen.
Terwijl koning Leopold III in een villa in Strobl verbleef, sprak Janssens op 29 mei 1945 op een antileopoldistische meeting, waar hij de vorst "de eerste der incivieken" noemde. Dit was in het begin van de Koningskwestie. Daardoor mocht hij negen jaar later als een van de weinige politici geen minister worden omdat de koning dat niet wou: in 1954 weigerde koning Boudewijn zijn benoeming omdat hij Leopold III een 'inciviek' genoemd had. Van 1957 tot 1960 was hij voorzitter van de liberale fractie in de Kamer. Als volksvertegenwoordiger werd hij lid van het Europees Parlement. Van 1958 tot 1962 was hij er ondervoorzitter.

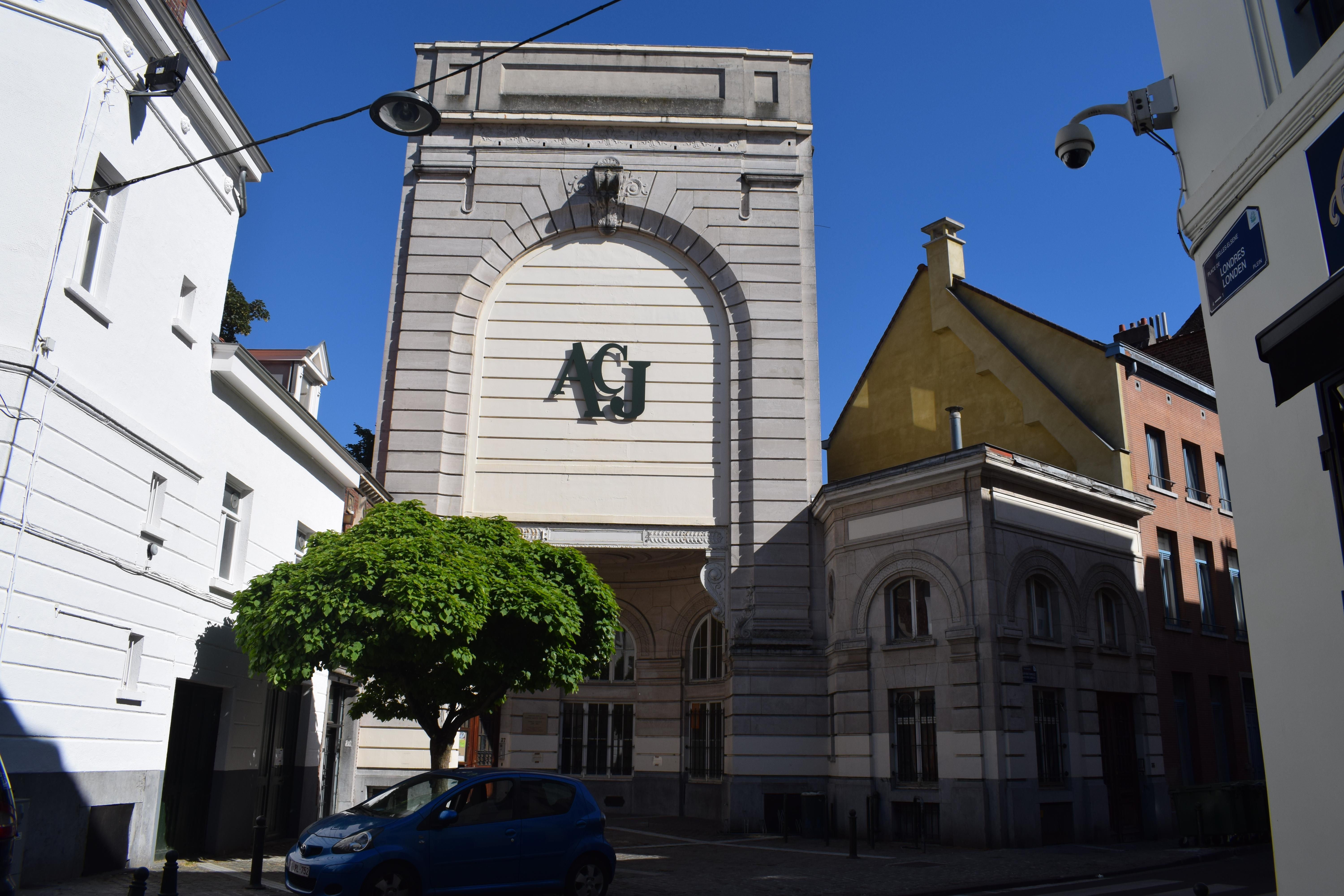
Athénée Charles Janssens (ACJ) in Elsene

Als burgemeester van Elsene met een liberale absolute meerderheid, liet hij de gemeenteraad op 26 oktober 1965 een motie goedkeuren tegen de tweetaligheid van Elsene binnen de Brusselse agglomeratie. "Ixelles, oasis francophone" kaderde in de oppositie van de Franstalige liberalen in het parlement tegen de nieuwe taalwetgeving in bestuurszaken.
Het Atheneum in Elsene draagt zijn naam.